# Александър Дечев
Александър Илиев Дечев е български офицер, генерал-майор.

## Биография
Роден е на 9 август 1920 г. във Видин в семейството на Илия Дечев и Олга Стружанчева. Дечев е от македонския род Кецкарови. Родителите му емигрират в СССР след Септемврийското въстание, в което баща му взема участие. През 1937 г. завършва средно реално образование в Москва. След това до 1939 г. учи в авиационно училище в град Чкалов в СССР. По време на Втората световна война се сражава на Волховския фронт, както и в Латвия и Литва. След войната се завръща в България и влиза в българската армия. От 1945 до 1948 г. е временен началник на секция във ВВС. Служи във водосамолетно ято във Варна, на което впоследствие е командир от 1948 до 1949 г. (летище „Чайка“). Бил е командир на минно-торпедния авиополк (25-и разузнавателен авиополк) в Балчик (1949 – 1950). От 1950 до 1952 г. учи в Авиационната академия на СССР в Монино. От май 1952 г. е полковник. Между юни 1952 и август 1954 г. е началник-щаб на ВВС. В периода август 1954-януари 1955 е заместник-командващ ВВС по отбраната на Въздушните граници. От януари 1955 г. е началник-щаб на ВВС. Остава на този пост до август 1956 г. След това е назначен за началник-щаб на Военновъздушните и противовъздушните сили. Генерал-майор от 1977 г. До 1985 г. е военно аташе на България в Унгария. Кариерата си завършва като началник-щаб и заместник-началник на ВВС. След като излиза в запаса започва да работи в гражданската авиация. Носител на орден „Народна република България“ – III ст. (1970) и I ст. (1980).

## Образование
- Средно реално образование, Москва (1933 – 1937)
- Авиационно училище, Чкалов, СССР (1937 – 1939)
- Военновъздушна академия, Монино, СССР (1950 – 1952)